# Aeroportul Aiambak
Aeroportul Aiambak (IATA: AIH, ICAO: AYAK) este un aeroport din Western Province⁠(d), Papua Noua Guinee.
Situat la o altitudine de 27 m, aeroportul dispune de o singură pistă.